# Naučná stezka Slezská Ostrava
Naučná stezka Slezská Ostrava  je okružní značená naučná stezka v městském obvodu Slezská Ostrava a částečně také v městské čtvrti Moravská Ostrava ve statutárním městě Ostrava v nížině Ostravská pánev v Moravskoslezském kraji.

## Popis a historie stezky
Naučná stezka Slezská Ostrava má délu 6,5 km, 12 zastavení s informačními panely a je zaměřena na historii, geologii, hornictví, techniku, přírodu a památky převážně Slezské Ostravy. Stezku, která vznikla v roce 2010, postavil Klub českých turistů v rámci projektu Turistika pro všechny. Trasa okružní stezky vede přes tyto místa: Výstaviště Černá louka, hradní lávka přes řeku Ostravici, Slezskoostravský hrad, Ústřední hřbitov Slezská Ostrava, kolem haldy Ema, k Zoologické zahradě a botanickému parku Ostrava, zpět kolem haldy Ema, ulice Na Burni, muzeum Keltičkova kovárna, most Miloše Sýkory a Výstaviště Černá louka. Na stezku také navazuje a částečně se s ní i překrývá naučná stezka Halda Ema. Procházku po naučné stezce Slezská Ostrava lze tedy spojit s výstupem na haldu Ema a návštěvou Zoologické zahrady a botanického parku Ostrava. Naučná stezka je celoročně volně přístupná.